# Mamestra juncta
Mamestra juncta là một loài bướm đêm trong họ Noctuidae.